# Kaz Patafta

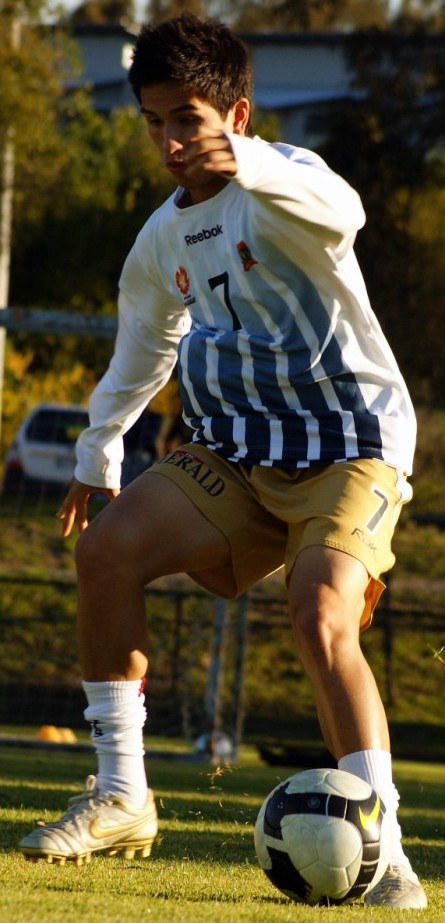
Kaz Patafta aan de bal

Kaz Patafta (Canberra, 25 oktober 1988) is een voormalig Australische voetballer van Laotiaans-Kroatische afkomst. Hij speelt sinds 2008 als aanvallende middenvelder voor Newcastle United Jets.

## Clubvoetbal
Patafta zat van 2004 tot 2005 bij het Australian Institute of Sport. Hij werd beschouwd als een groot talent, maar clubs uit de A-League toonden geen interesse. PSV, waar de toenmalige Australisch bondscoach Guus Hiddink destijds trainer was, en het Portugese SL Benfica wilden Patafta wél contracteren. In januari 2006 tekende hij uiteindelijk bij Benfica, waar de middenvelder voor het tweede elftal speelde. Patafta maakte zijn debuut voor het eerste elftal van Benfica in een oefenwedstrijd tegen CF Estrela da Amadora op 15 augustus 2006. Voor het seizoen 2007/2008 werd hij uitgeleend aan Melbourne Victory. In 2008 keerde hij definitief terug naar Australië en tekende er een contract bij Newcastle United Jets.

## Nationaal elftal
Patafta was in 2005 aanvoerder van Australië op het WK Onder-17 in Peru. Inmiddels speelt hij voor de Olyrroos, het Australisch Olympisch elftal.